# لیل (داکوتای شمالی)
لیل(به انگلیسی: Leal) شهری در ایالت داکوتای شمالی کشور ایالات متحده آمریکا است که جمعیت آن در سرشماری سال ۲۰۱۰ میلادی، ۲۰ نفر بوده‌است.